# Dehiwala-Mount Lavinia
Dehiwala-Mount Lavinia è una città dello Sri Lanka, situata nella Provincia Occidentale.